# Thavil

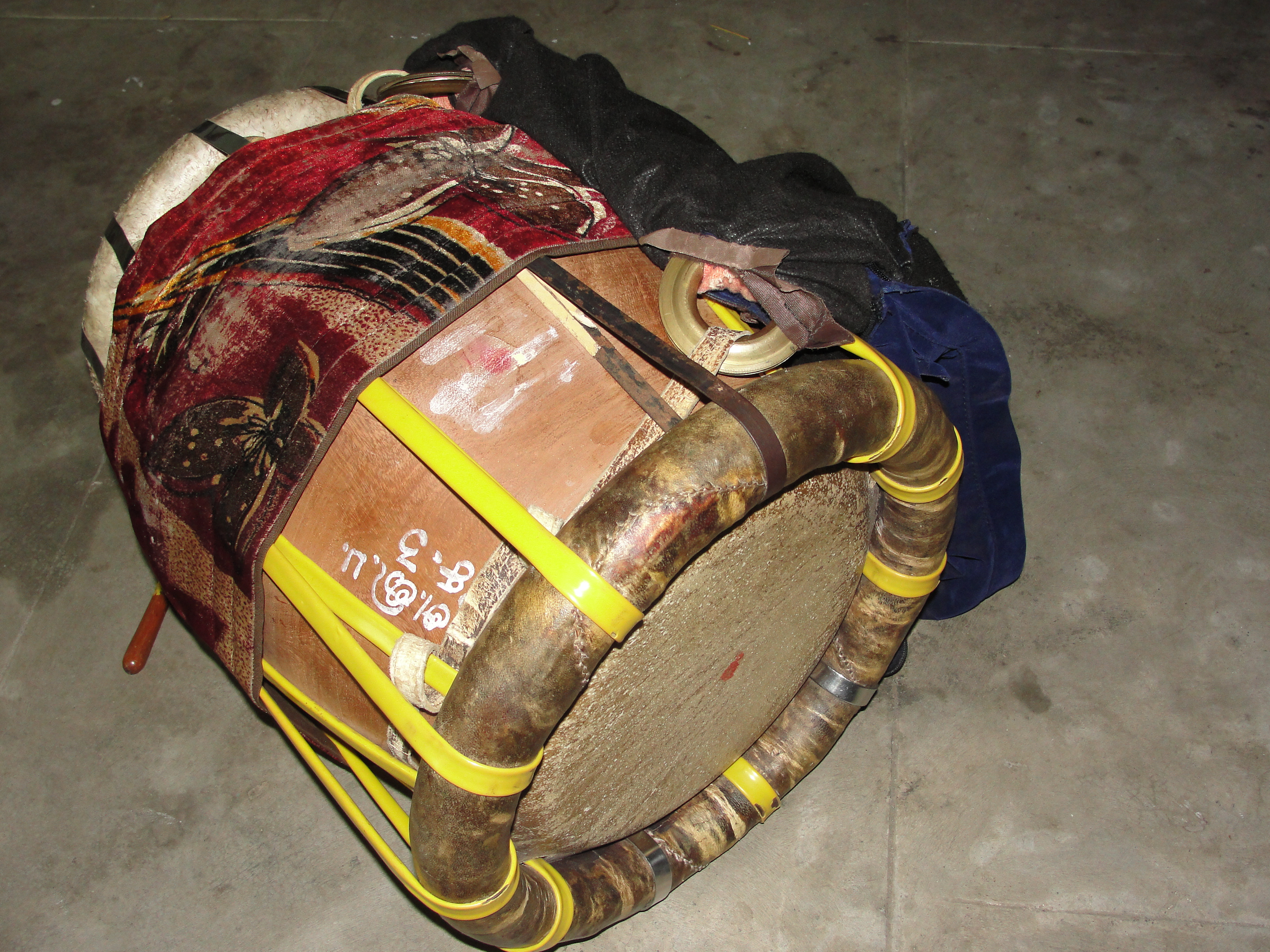
Un thavil.

Le thavil est un tambour ancien de l'Inde du Sud. C'est un instrument rare de la musique carnatique qui ressemble au dhôl.

## Facture
Il est taillé dans un tronc de bois massif de jacquier. Aux extrémités sont fixées deux peaux de chèvre ou de buffle, à l'aide d'un cordage autour de l'instrument. Le bord de la bouche est très gros et le diamètre de 30 à 40 cm.
La peau la plus grande est très tendue et produit un son plus aigu. Les deux peaux peuvent être accordées séparément.

## Jeu

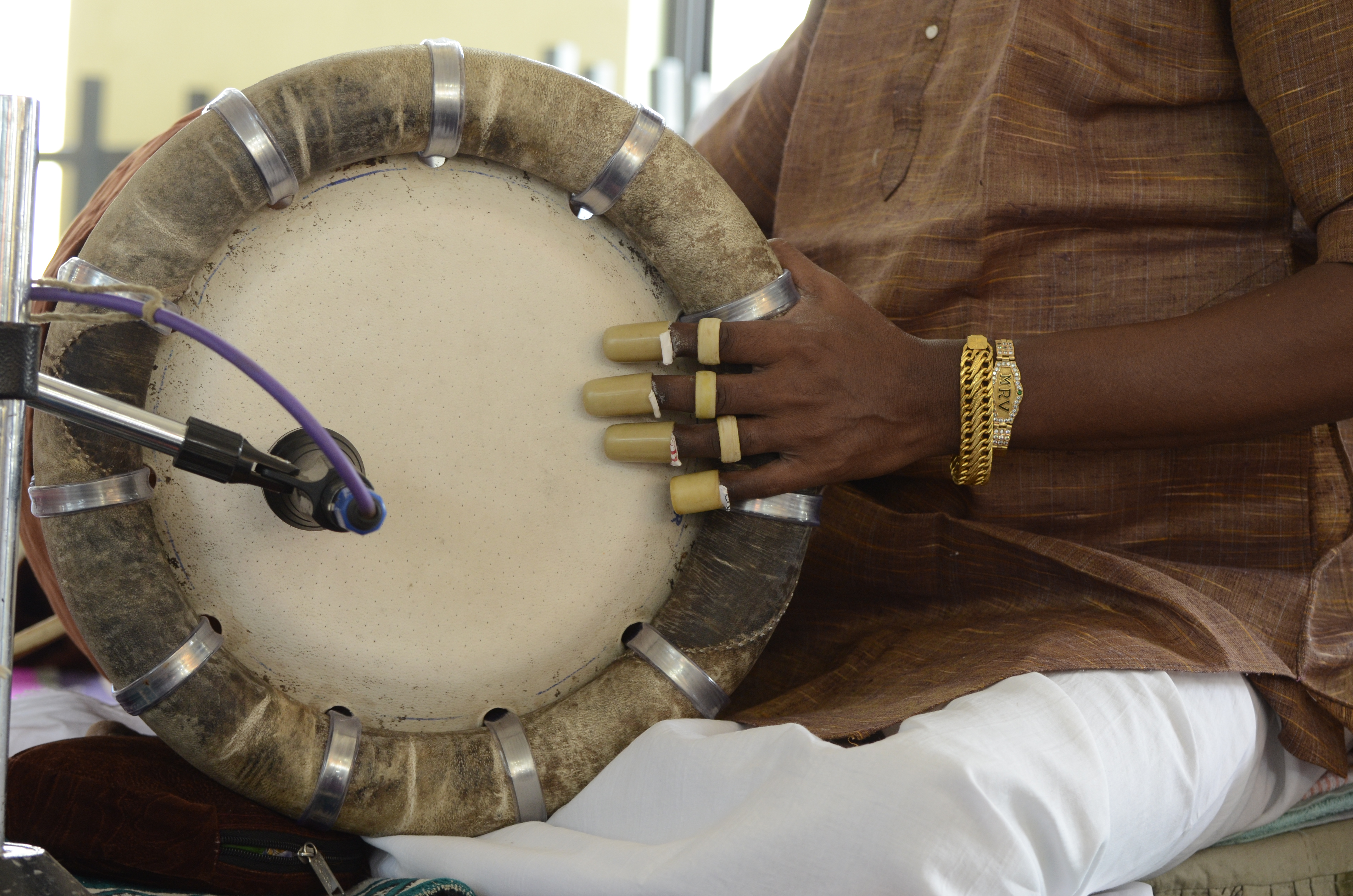
Détail des bagues d'un joueur de thavil.

Le thavil se joue traditionnellement dans les temples de l'Inde du Sud et au Sri Lanka ; il accompagne le nâgasvaram.
Son jeu nécessite cinq bagues aux doigts d'une main, pour la grande peau aiguë, et une petite baguette à l'autre main, pour la petite peau basse. La grande peau est généralement jouée à droite, sauf si le musicien est gaucher. Le son produit est très fort, capable de rivaliser avec le soliste.
Le thavil peut se jouer debout.